# براك سوفانارا
براك سوفانارا (7 نوفمبر 1972 بكمبوديا - ) هو مدرب كرة قدم ولاعب كرة قدم كمبودي في مركز الوسط. شارك مع منتخب كمبوديا لكرة القدم.

## وصلات خارجية
- براك سوفانارا على موقع قاعدة بيانات كرة القدم.إي يو (الإنجليزية)
- براك سوفانارا على موقع ناشيونال فوتبول تيمز (الإنجليزية)